# Ираклион (округ)
Округ Ираклион је округ у периферији Крит и на истоименом острву Крит, у јужној Грчкој. Управно средиште округа је истоимени град Ираклион, који је истовремено и глани град периферије.
Округ Ираклион је успостављен 2011. године на месту некадашње префектуре, која је имала исти назив, обухват и границе.

## Природне одлике
Округ Ираклион је са југа и севера окружена морем. Северна обала је егејска, а јужна средоземна. Са истока се округ граничи са округом Ласити, а са запада округом Ретимно.
Северни и јужни део округа су питомији и погоднији за пољопривреду, док су средишњи део округа изразито планински и неповољнији за живот. Ту се налазе планине Иди (запад) и Дикти (исток). Јужна обала је већим делом стрма и тешко приступачна, али се у њеном позађу налази највећа равница н острву, Месара.
У подручју округа Ираклион преовлађује изразита средоземна клима, једино у највишим деловима она има оштрији облик.

## Историја
У оквиру подручја округа Ираклион налази се низ праисторијских и античких археолошких локалитета, од којих су најзначајнији они из времена Минојске цивилизације (Кносос и Фестос). У 1. веку п. н. е. острво покоравају Римљани, које у 4. веку наслеђују Византијци. Византијска владавина острвом и подручјем данашњег округа обележена је честим нападима са мора: прво Вандала, затим Словена и на крају Сарацена. 1212. године острво осваја Млетачка република, која ће њиме владати до 1669. године. Ираклион (тадашња Кандија) постаје једно од упоришта Млетака на острву, па се ту развија ренесансна култура. У отоманским рукама цело острво остаје до 1898. године, при чему је утицај турске власти био веома велики на живот становништва. 1898. године Крит добија широку аутономију под посредством Грчке, да јој се коначно присајединио 1913. године. 1898. године острво је подељено на четири целине, што зачетак данашњих округа.

## Становништво
По последњим проценама из 2005. године округ Ираклион је имао преко 300.000 становника, од чега око половина живи у седишту округа, граду Ираклиону. Округ Ираклион је и један од округа у држави са најбржим растом становништва захваљујући наглом развоју туризма и поморства последњих деценија:
- 1991. г. - 263.868 ст., густина: 99,91 ст./km²
- 2001. г. - 292.482 ст., густина: 110,75 ст./km²

Етнички састав: Главно становништво округа су Грци, од којих многи воде порекло од избеглица из Мале Азије. Последњих деценија јављају се и некадашњи туристи као нови становници.
Густина насељености је изнад 110 ст./км², што је осетно више од просека Грчке (око 80 ст./км²). Приобални део око града Ираклиона је много боље насељен него планинска област на југу.

## Управна подела и насеља
Округ Ираклион се дели на 8 општина:
1. Арханес–Астерузија
2. Вијанос
3. Гортина
4. Ираклион
5. Малевизи
6. Миноја Педијада
7. Фестос
8. Херзонисос

Ираклион је седиште округа и једино веће насеље (> 10.000 ст.) у округу. Значајан је и градић Мојрес, средиште јужног дела округа и Месарске равнице.

## Привреда
Традиционалне привредне делатности у датом подручју Крита су поморство и рибарство у приобаљу и пољопривреда у залеђу (посебно гајење маслина). Последњих деценија туризам је главна привредна грана, а захваљујући њему важне су и трговина и услуге.